# Argia leonorae
Argia leonorae е вид водно конче от семейство Coenagrionidae. Видът не е застрашен от изчезване.

## Разпространение
Разпространен е в Мексико (Нуево Леон) и САЩ (Ню Мексико и Тексас).

## Описание
Популацията на вида е нарастваща.